# 中山門
中山門（ちゅうざんもん）は中華人民共和国江蘇省南京市の秦淮区と玄武区の境界に位置する城門。古くは朝陽門と呼ばれ、明代の南京城の13の城門の1つである。後に朝陽門から中山門に改名されたのは中華民国臨時大総統の孫中山を記念したものである。1928年8月に孫中山の国葬を行うために中山大道にて工事が始まり、1929年に朝陽門は封鎖され、朝陽門の北に新たに3つのアーチをかたどった門が建設された。これが現在の中山門である。この3つのアーチには三民主義の意味が表されているとされる。
1937年（昭和12年）12月13日、旧日本軍は中山門より中華民国首都の南京に入城し旧総統府に日の丸を掲げる。松井石根を大将とする中支那方面軍（上海派遣軍と第10軍の2軍編成）である。この日以降に南京事件や南京大虐殺などと呼ばれる旧日本軍による略奪、虐殺が行われたとされている。
中山門の周辺には中山陵、霊谷寺、世界遺産の明孝陵があり、中山門の目の前には南京博物院がある。